# WiBro
WiBro（ワイブロ、와이브로）とは、韓国の電子通信研究院 (ETRI) が中心になって開発した、移動体無線用通信規格、又は韓国国内で提供されている移動体無線用通信サービスの名称である。
移動体無線用通信規格としては、120km/時で移動する移動体からでも高速通信が行えるとされる。
韓国では2006年、2.3-2.4GHz帯での商用サービスを開始してしまったため、WiBro(規格)は韓国の独自規格になっている。

## 策定の背景
韓国政府は、2004年2月に制定されたIT839戦略の一環として、当時使用率が低下していた加入者無線用の2.3GHz帯の有効利用を図るために同帯域を、高速無線通信用のための電波として割り当て直した。
携帯電話のCDMA方式では、韓国政府の支援もあって商用化に成功し、CDMA方式の携帯電話の生産も伸びて世界的にも高いシェアを獲得できた。しかし基幹技術を含む特許は米クアルコム社が保有していて、主要な半導体の供給もクアルコム社から受けていたために、ロイヤリティを支払う必要があった。こういった苦い経験から特許戦略の重要性を認識したことで、海外企業に依存している移動通信分野の半導体産業を育成して、国内企業の国際競争力を高めるため、独自規格を策定するに至ったのだと考えられている。
故に本規格は政府機関「ETRI（韓国電子通信研究院)」を中心とした、電子機器メーカーサムスン電子やLG、通信事業者KTなどの韓国企業が協力し策定した規格である。
本規格は、WiMAX(IEEE 802.16-2004、2004年6月策定)のライバルになると当初は予想されていたが、2004年11月にインテル(WiMAXフォーラム参加企業)とLG Electronics(WiBroフォーラム参加企業)が提携し、WiMAX(IEEE 802.16-2004)の技術仕様を本規格に取り入れた。
また逆に、本規格開発陣営(WiBroフォーラム参加企業)が開発した、複数基地局でメッシュネットワークを構成する技術などが、モバイルWiMAX(IEEE 802.16e-2005)規格策定時に提案・採択されている。

## WiBroに関する誤解
韓国ではマスコミによって、WiMAXのサブセットに過ぎないWiBroがあたかも韓国の独自技術に基づく規格であり、なおかつその規格がモバイルWiMAXとして採用されたかのように伝えられているが、Wibroの基礎となっている規格はあくまでもWiMAXであり、主要な技術もWiMAXで規定されたものを利用している。よってWiBroが完全な独自開発による規格という主張には無理がある。
ただし、同様にWiMAX(IEEE 802.16-2004)からの派生として生まれたモバイルWiMAXが、その規格策定初期の段階においてWiBroフォーラム参加企業が開発しWiBroに組み込んだ技術を取り込んだのは事実である。
2008年以降に世界中で導入が進んでいるモバイルWiMAXはwave2であり、韓国でサービス提供中のWiBro(wave1)世代よりも通信速度等が大幅に向上している。
また、WiMAXフォーラムではモバイルWiMAXでの国際ローミングを考慮して、共通周波数帯として2.5G/3.5G/5.8GHz帯の3波を推奨しているが、韓国は先に2.3-2.4GHz帯での商用サービスを開始し、周波数以外の技術仕様にも互換性がなかったため、モバイルWiMAXを利用した国際ローミングを実現する場合には韓国だけがその対象から外れてしまう可能性があった。
2010年8月15日、WiBroのサービスを行っているKTは、WiBroの次世代サービスとして、モバイルWiMAX wave2に準拠したサービス（サービス名称は「WiBro」のまま）を開始すると発表した。

## 名称の由来
「Wireless Broadband」の略。

## 規格詳細
- 使用周波数帯：2.3-2.4GHz
- 通信可能移動速度：120km/h
- 最大伝送距離：1km
- 最長伝送速度：約25Mbps
- 平均伝達速度：5Mbps
- 変調方式：OFDMA/OFDMA/QPSK/16QAM/64QAM
- 全二重通信実装方式：TDD

## 商用サービス
WiMAX関連の商用サービスとしては世界で最も早い2006年6月から、共に韓国のKTとSKテレコムによって首都圏からサービス提供を開始した。例えばKTの「KT WIBRO」では月額の従量制で1GBまで1万ウォン（約700円）である。その後、順次エリアを拡大する予定とされていたが、2009年8月時点でも28都市に首都圏の地下鉄、空港鉄道、金浦空港と仁川空港、首都圏内全大学、地方の主要大学だけがカバーされているにすぎず、加入者は2社合計でも23万人と低迷している。その23万人には、KTの「3年契約でネットブックをプレゼントキャンペーン」で入会した人も含まれている。
KTは2008年までにWiBro事業に7,300億ウォン（約510億円）を、SKテレコムは6,200億ウォン（約430億円）を投資したが、年間売上げはKTが250億ウォン（約17億5000万円）で、SKテレコムに至っては2億ウォン（約1400万円）にすぎない。
韓国政府はWiBro普及のために携帯電話事業者の反対を押し切る形で、2009年末からはWiBroによる「モバイルVoIPサービス」に携帯電話と同じ「010-****-****」の番号を与える事にした。
KTとSKテレコムの両社は、3Gの次世代移動体通信規格であるLTE(Long Term Evolution) の導入を始めており（SKテレコムは2011年7月、KTは2012年1月サービス開始）、韓国政府もLTEの促進を匂わせている。サムスン電子やKT、SKテレコムはWiMAXに関連する製品の輸出で好調な滑り出しを始めており、特に国内のWiBroだけに頼る必要はそれほどないという企業が韓国内には多いと思われる。
2010年までは利用者数が伸び悩んでいたが、KTが「4G WiBro」と銘打ったプロモーション活動を行い、2011年には利用者数が急増した。カバーエリアも首都圏全域及び地下鉄全路線、更に国内すべての市域(約82市・地域)や高速道路、KTXと拡大した。来韓外国人に対して1日単位でWiBro通信端末(モバイルWiFiルーター)を空港(仁川、金浦、金海)でレンタルするサービスも行われている。
しかし、韓国独自の技術であることや、4Gの普及、後継の5Gの登場もあり、2018年末をもってKT、SKテレコムともにサービスを終了する予定。